# Güneyli, Gelibolu
Güneyli là một xã thuộc huyện Gelibolu, tỉnh Çanakkale, Thổ Nhĩ Kỳ. Dân số thời điểm năm 2011 là 660 người.